# XO-3 b
XO-3 b – ciało niebieskie orbitujące wokół gwiazdy XO-3 (GSC 03727-01064) znajdującej się w gwiazdozbiorze Żyrafy i oddalonej o 260 ± 23 parseków od Ziemi, o nietypowych właściwościach. Jego odkrycie ogłoszono 30 maja 2007, a zostało ono odnalezione w ramach amerykańskiego projektu XO współfinansowanego przez NASA i Space Telescope Science Institute.

## Odkrycie
Obiekt XO-3 b został odkryty w ramach przedsięwzięcia XO zrzeszającego profesjonalnych i amatorskich astronomów. Do poszukiwania planet pozasłonecznych używają oni taniego teleskopu zbudowanego z powszechnie dostępnych części, jego głównymi elementami są dwa teleobiektywy o ogniskowej 200 mm, punkt obserwacyjny położony jest na szczycie hawajskiej góry Haleakalā. Obiekt odkryty został metodą tranzytową. Oficjalne ogłoszenie odkrycia miało miejsce 30 maja 2007 na spotkaniu American Astronomical Society w Honolulu.

## Charakterystyka
Masa XO-3 b wynosi ok. 11,8 MJ, a promień 1,2 RJ. Ciało to może być bardzo masywną planetą lub małym brązowym karłem; masa tego obiektu znajduje się blisko dolnej granicy powstawania brązowych karłów.

### Orbita

Niespotykana inklinacja orbity XO-3 b

Okres orbitalny XO-3 b wynosi ok. 3,19 dnia, półoś wielka 0,045 j.a., a ekscentryczność orbity 0,26. Wysoka ekscentryczność orbity jest zaskakująca, biorąc pod uwagę masę obiektu i bliskość orbity do gwiazdy XO-3; w przypadku tego typu obiektów oczekuje się zazwyczaj orbit kołowych.
Szczególnie nietypowe jest duże nachylenie orbity do równika gwiazdy, wynoszące 70 ± 15°, co zostało zmierzone dzięki efektowi Rossitera-McLaughlina. Płaszczyzny orbit odkrywanych planet (łącznie z planetami Układu Słonecznego) z reguły zbliżone są do płaszczyzny równika gwiazd macierzystych, wiąże się to z przyjętym modelem powstawania planet. Wysoka ekscentryczność orbity XO-3 b oznacza, że obiekt ten powstał w inny sposób, albo że jego orbita została zmieniona w wyniku kolizji z innym masywnym obiektem, przeciwko czemu jednak świadczy brak grawitacyjnego „chybotania orbity” planety.